# Режиналду Фарія
Режиналду Фіґейра де Фарія (порт. Reginaldo Figueira de Faria; 11 червня 1937, Нова-Фрібургу, Бразилія) — бразильський актор, сценарист, режисер, продюсер та композитор.

## Життєпис
Народився в 1937 році в Нова-Фрібургу (штат Ріо-де-Жанейро). Знімався у багатьох бразильських відомих фільмах. Зокрема, у «Великому пограбуванні поїзда» (1962), «Бразилії» (1982). Його найвідоміша режисерська робота «Барра песада» (1977) із Степаном Нарсесяном у головній ролі.
Популярність актор, в тому числі за межами Бразилії отримав завдяки зйомкам у фільмах та серіалах на TV Globo. Режиналду знявся у першому серіалі Globo 1965 року — «Втрачені ілюзії».
Фарія знявся у восьми проектах свого брата Роберто Фаріаса .
В 2015 році Режиналду Фарія переніс важку хворобу — розслоєння коронарної артерії. Через це місяць провів в комі. .
Фарія одружений вдруге. Його сьогоднішню дружину звуть Ванія Дото. Від першого шлюбу Режиналду має синів — акторів Марсело, Карлоса Андре і режисера Режіса Фарія.
Режиналду — брат режисера Роберто Фаріаса. Його прізвище відрізняється від сімейного через помилку у реєстрі.
У підлітковому віці Марсело посварився з батьком. Режиналду не спілкувався з сином до 2015 року, коли Фарія-старший переніс важку хворобу.

## Творчість
Актор

| Рік  |   | Українська назва                  | Оригінальна назва                           | Роль                            |
| ---- | - | --------------------------------- | ------------------------------------------- | ------------------------------- |
| 1952 | ф | Один чоловік                      | Um Marido Solteiro                          |                                 |
| 1958 | ф | Тримайте Рожана                   | Aguenta o Rojão                             |                                 |
| 1960 | ф | Загрозливе місто                  | Cidade Ameaçada                             |                                 |
| 1962 | ф | Порт ящиків                       | Porto das Caixas                            |                                 |
| 1962 | ф | Напад на платний поїзд            | O Assalto ao Trem Pagador                   |                                 |
| 1963 | ф | Трагічні джунглі                  | Selva Trágica                               |                                 |
| 1964 | ф | Мрія і нічого (Смерть боягузу)    | Un Sueño y nada más (Morte Para Um Covarde) |                                 |
| 1964 | ф | Поцілунок                         | O Beijo                                     |                                 |
| 1965 | с | Втрачені ілюзії                   | Ilusões Perdidas                            | Пейшото                         |
| 1965 | с | Осіння пристрасть                 | Paixão de Outono                            | Цезар                           |
| 1965 | с | Жіноче обличчя                    | Um Rosto de Mulher                          | Саломон                         |
| 1966 | ф | У кожної діви є батько, який звір | Toda Donzela Tem um Pai que É uma Fera      |                                 |
| 1967 | ф | Азбука любові                     | El ABC del amor                             |                                 |
| 1968 | ф | Роберто Карлос в ритмі пригод     | Roberto Carlos em Ritmo de Aventura         |                                 |
| 1968 | ф | Головний кидок                    | Lance Maior                                 |                                 |
| 1969 | ф | Флірт                             | Os Paqueras                                 |                                 |
| 1971 | ф | Роберто Карлос в 300 км/на годину | Roberto Carlos a 300 Quilômetros por Hora   |                                 |
| 1971 | ф | Тим, хто йде, бувайте!            | Pra Quem Fica, Tchau                        |                                 |
| 1972 | ф | Чоловіки                          | Os Machões                                  |                                 |
| 1972 | с | Час жити                          | Tempo de Viver                              | Ліно                            |
| 1975 | ф | Хто боїться перевертня?           | Quem Tem Medo de Lobisomem?                 |                                 |
| 1976 | ф | Флагман                           | O Flagrante                                 |                                 |
| 1977 | ф | Лусіо Флавіо, пасажир агонії      | Lúcio Flávio, o Passageiro da Agonia        |                                 |
| 1977 | ф | Барра Песада                      | Barra Pesada                                |                                 |
| 1978 | с | Дні танцю                         | Dancin' Days                                | Еліо                            |
| 1979 | с | Батько-герой                      | Pai Herói                                   | Раул                            |
| 1979 | с | Важке навантаження                | Carga Pesada                                | Блота                           |
| 1980 | ф | Партнери з пригод                 | Parceiros da Aventura                       |                                 |
| 1980 | с | Жива вода                         | Água-Viva                                   | Нелсон Фрагонард                |
| 1981 | с | Танцюй зі мною                    | Baila Comigo                                | Сауло Мартінс                   |
| 1982 | ф | Вперед, Бразилія                  | Pra frente, Brasil                          |                                 |
| 1982 | с | Вони для них                      | Elas por Elas                               | Рене                            |
| 1983 | с | Шалена любов                      | Louco Amor                                  | Гільерме                        |
| 1984 | ф | Тримайся, серце                   | Aguenta, Coração                            |                                 |
| 1984 | с |                                   | Transas e Caretas                           | Жордан                          |
| 1984 | с | Мафія в Бразилії                  | A Máfia no Brasil                           | Лусьєн                          |
| 1985 | с | Ti Ti Ti                          | Ti Ti Ti                                    | Андре Спіна / Жак Леклер        |
| 1987 | ф | Дівчина зі сторони                | A Menina do Lado                            |                                 |
| 1987 | с | Святе тіло                        | Corpo Santo                                 | Тео                             |
| 1988 | с | Все дозволено                     | Vale Tudo                                   | Марко Ауреліо Кантан'єде        |
| 1989 | ф | Лілі, зірка злочину               | Lili, a Estrela do Crime                    |                                 |
| 1989 | с | Тітка                             | Tieta                                       | Асканіо Тріндаді                |
| 1990 | с | Контейнери для сміття             | Boca do Lixo                                | Енріке Рібейро                  |
| 1990 | с | Повний місяць кохання             | Lua Cheia de Amor                           | Вінісіус                        |
| 1991 | с | Вампір                            | Vamp                                        | Жонас Роша                      |
| 1992 | с | Наречені Копакабани               | As Noivas de Copacabana                     | детектив Жоржі Франса           |
| 1993 | с | Літні казки                       | Contos de Verão                             | Кабрал                          |
| 1993 | с | Око в оці                         | Olho no Olho                                | Сезар Запата                    |
| 1995 | с | Смішні… Твої кохані і твої гріхи  | Engraçadinha... Seus Amores e Seus Pecados  | доктор Ареал                    |
| 1995 | с | Наступна жертва                   | A Próxima Vítima                            | Пауло Соарес / Арналдо Ронкальо |
| 1995 | с | Зірвати серце                     | Explode Coração                             | Сезар Лемос                     |
| 1997 | с | Заза                              | Zazá                                        | Роберто                         |
| 1999 | с | Сила бажання                      | Força de Um Desejo                          | Баран Енріке Собрал             |
| 2001 | ф | Благородний злочин                | Um Crime Nobre                              |                                 |
| 2001 | ф | Посмертні спогади                 | Memórias Póstumas                           |                                 |
| 2001 | с | Берег мрії                        | Porto dos Milagres                          | Журандір де Фрейтас             |
| 2001 | с | Клон (телесеріал)                 | O Clone                                     | Леонідас Феррас (Леонзіньо)     |
| 2003 | с | Знатні люди                       | Celebridade                                 | Евалдо Корреа                   |
| 2004 | ф | Казуза — Час не зупинити          | Cazuza - O Tempo Não Pára                   |                                 |
| 2004 | с | Кабокла                           | Cabocla                                     | Жоакін Віейра Пірес             |
| 2005 | с | Америка                           | América                                     | Адалберто                       |
| 2006 | с | Маленька дівчинка                 | Sinhá Moça                                  | доктор Жералдо Фонтес           |
| 2007 | с | Тропічний рай                     | Paraíso Tropical                            | Клементе Вілела                 |
| 2008 | с | Чиста краса                       | Beleza Pura                                 | Олаво Педернейрас               |
| 2009 | с | Рай                               | Paraíso                                     | Елеутеріо Феррабрас             |
| 2010 | ф | Поштар                            | O Carteiro                                  |                                 |
| 2011 | с | Обітниця кохання                  | Cordel Encantado                            | Жануаріо Кабрал                 |
| 2011 | с | Астро                             | O Astro                                     | Адолфо Мело                     |
| 2012 | с | Любов, вічна любов                | Amor Eterno Amor                            | Аугусто Боржес                  |
| 2013 | с | Божевільний для них               | Louco por Elas                              | Жералдо / Веруска               |
| 2013 | с | Рідкісні прикраси                 | Joia Rara                                   | Венсеслау Лопес                 |
| 2014 | с | Імперія                           | Império                                     | Себастьян Феррейра              |
| 2015 | с | Повністю інший                    | Totalmente Demais                           | Маурісі Карнейро де Алькантара  |
| 2017 | с | Pega Pega                         | Pega Pega                                   | Атаіді                          |
| 2018 | с | -                                 | Espelho da Vida                             | Вісенте Дутра / Августо Бретон  |
| 2022 | с | Місце під Сонцем                  | Um Lugar ao Sol                             | Анібал Маседо                   |

Режисер
- 1969: Флірт
- 1971: Тим, хто йде — бувайте!
- 1972: Мачо
- 1975: Хто боїться перевертня?
- 1976: Резонансні
- 1984: Терпи, серце

Сценарист
- 1969: Флірт
- 1971: Тим, хто йде — бувайте!
- 1972: Мачо
- 1975: Хто боїться перевертя?
- 1976: Резонансні
- 1982: Вперед, Бразиліє!
- 1984: Терпи, серце